# Ceinture hindie

États et territoires de l'Union de l'Inde par la langue maternelle la plus couramment parlée,.

La ceinture hindie ou cœur hindi ou patti hindi (en anglais Hindi Belt) est une région linguistique englobant des parties du nord, du centre, de l'est et de l'ouest de l'Inde où l'hindi (et les différentes langues/dialectes assimilés) est largement parlé. La ceinture hindie est parfois utilisée pour désigner neuf États indiens dont la langue officielle est l'hindi et qui ont une majorité de langue hindie, à savoir Bihar, Chhattisgarh, Haryana, Himachal Pradesh, Jharkhand, Madhya Pradesh, Rajasthan, Uttarakhand, Uttar Pradesh et Delhi. 
Elle est aussi appelée « ceinture hindi-ourdoue » et « ceinture hindoustanie ».

## Le hindi comme continuum dialectal
L'hindi fait partie du continuum dialectal indo-aryen qui se trouve dans la ceinture culturelle hindie des plaines du nord de l'Inde. L'hindi dans ce sens large est un concept linguistique plutôt qu'ethnique.
Cette définition de l'hindi est l'une de celles utilisées dans le recensement indien et fait en sorte que plus de quarante pour cent des Indiens seraient des locuteurs de l'hindi, bien que les répondants de la région hindie varient selon qu'ils appellent leur langue « hindi », ou utilisent un nom en langue locale pour distinguer leur langue de l'hindi. Tel que défini dans le recensement de 1991, le hindi a un sens large et étroit. Le nom « hindi » est donc ambigu. Avant d'être identifié comme une langue distincte, le maïthili était identifié comme un dialecte hindi. Beaucoup de ces langues luttent encore pour être reconnues.
Le sens large couvre un certain nombre de langues de la zone Centre, Centre-Est, Est et Nord, y compris les langues bihari à l'exception du maïthili, toutes les langues rajasthani et les langues pahari centrales. Il s'agit d'une région délimitée à l'ouest par le pendjabi et le sindhi ; au sud par le gujarati, le marathi et l'odia ; à l'est par le Maïthili et le bengali ; et au nord par les langues népalaise, cachemirie et tibétiques. Les variétés de cette ceinture peuvent être considérées comme des langues distinctes plutôt que comme des dialectes d'une seule langue. Les langues de cette ceinture sont notamment l'awadhi, le bhodjpouri, le bagheli (en), le bagri (en), le braj bhasha, le bundeli, le chhattisgarhi, le garhwali (en), le haryanvi, le kannauji, le kangri (en), le khariboli, le kumaoni (en), le kurmali (en), le magahi, le malvi (en), le nimadi (en), le marwari, le sadri (en) et le surgujia (en).
Au sens étroit, pour définir les langues hindies proprement dites, l'hindi peut être assimilé aux langues indiques de la zone centrale, qui comprennent entre-autres le haryanvi, le braj bhasha et l'awadhi. Celles-ci sont traditionnellement divisés en hindi occidental et hindi oriental. Une définition encore plus étroite de l'hindi est celle de la langue officielle, l'hindi moderne standard ou hindi manak, un registre normalisé de l'hindoustani, une des variétés de l'hindi occidental. L'hindoustani normalisé — y compris l'hindi manak et l'ourdou — est historiquement basé sur le dialecte khariboli de Delhi au XVIIe siècle.

### Nombre de locuteurs
Selon le recensement indien de 2001, 258 millions de personnes en Inde (25% de la population) considéraient leur langue maternelle comme étant l'hindi, mais ce chiffre atteint 422 millions de locuteurs (41% de la population), en y incluant les autres dialectes hindis. Ces chiffres ne tiennent pas compte des 52 millions d'Indiens qui considéraient leur langue maternelle comme étant l'ourdou. Alors qu'en 2001 les estimations indépendantes comptaient 37 millions de locuteurs de l'awadhi, lors du recensement de 2001, seuls deux millions et demi d'entre eux ont identifié leur langue comme l'awadhi plutôt que comme l'hindi.
Il y a eu des demandes pour inclure l'awadhi, le bhojpouri, le bundeli, le chhattisgarhi, le garhwali (en), le kurmali (en), le magahi, le Sadri (en) et le rajasthani, qui sont considérées comme des dialectes hindis, dans l'annexe 8 de la constitution indienne (en). Certains universitaires s'opposent à l'inclusion des dialectes hindis dans la huitième annexe comme langues indiennes à part entière. Selon eux, la reconnaissance des dialectes hindis comme langues séparées priverait l'hindi de millions de ses locuteurs et, à terme, il ne restera plus d'hindi,.

### En dehors du sous-continent indien
Une grande partie de l'hindi parlé à l'extérieur du sous-continent est très différente de la langue standard indienne. La plupart des locuteurs pakistanais, et certains musulmans indiens, appellent leur version de l'hindoustani « ourdou » plutôt que « hindi » ou « hindoustani ». Les partisans de l'hindi et de l'ourdou prétendent souvent qu'il s'agit de deux langues distinctes malgré leur intelligibilité mutuelle.
L'hindi mauricien est parlé à Maurice. Il est basé sur le bhodjpouri et influencé par le français. Le sarnami est une forme de bhodjpouri avec une influence awadhi. Elle est parlée par les indo-surinamiens. L'hindi fidjien est une forme dérivée de l'awadhi et du bhodjpouri, et comprend quelques mots anglais et très peu de mots fidjiens autochtones. Il est parlé par les Indo-Fidjiens. L'hindoustani et le Guyane trinidadien est basé sur le bhodjpouri, l'awadhi et l'hindi standard et est parlé à Trinité-et-Tobago et au Guyana par les et les Indo-Guyaniens. L'hindi sud-africain est basé sur le bhodjpouri, l'awadhi, et l'hindi standard est parlé par des Sud-Africains indiens.

## Géographie et démographie

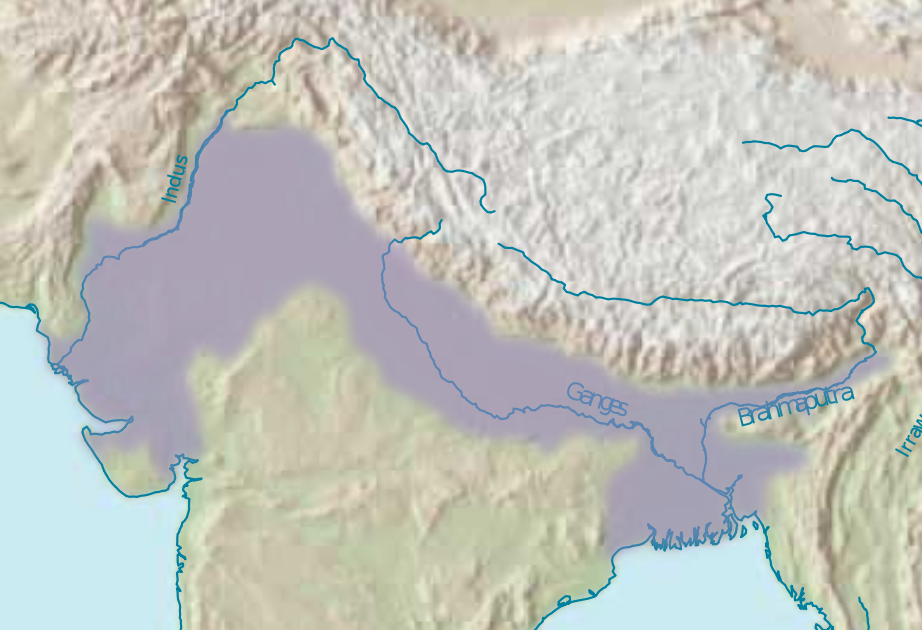
La plaine indo-gangétique.

La plaine alluviale du Gange, plate et très fertile, occupe la partie nord de le ceinture hindie, les Vindhyas du Madhya Pradesh délimitent la frontière sud et les collines et forêts denses du Jharkhand et du Chhattisgarh se trouvent à l'est. Le climat de la région est essentiellement subtropical, avec des hivers frais, des étés chauds et des moussons modérées. Le climat varie quelque peu selon la latitude, les hivers devenant plus frais et les précipitations diminuant. Il peut varier considérablement avec l'altitude, en particulier dans le Jharkhand et le Chhattisgarh.
Le patti hindi abrite environ un tiers de la population de l'Inde et occupe environ un quart de sa zone géographique. La population est concentrée le long de la plaine fertile du Gange dans les États d'Uttar Pradesh, Madhya Pradesh, Chhattisgarh, Jharkhand et Bihar.
La région abrite une population diversifiée, avec divers dialectes de l'hindi et d'autres langues indiennes, et une population multireligieuse comprenant des hindous, des musulmans, des sikhs, des membres de diverses castes et une importante population tribale. La géographie est également variée : la plaine alluviale plate du Gange occupe la partie nord, les Vindhyas dans le Madhya Pradesh délimitent la frontière sud et les collines et forêts denses du Jharkhand et du Chhattisgarh séparent la région du Bengale occidental et d'Odisha.

## Sphère politique
Au fil des ans, l'évolution politique dans certains de ces États est dominée par la politique des castes, mais la situation a quelque peu changé ces dernières années. En 2019, 226 membres des États de la ceinture hindie avaient été élus au Lok Sabha.